# Live (Golden Earring)
Live is een dubbellivealbum van Golden Earring uit 1977. Het behoort volgens de kenners tot de hoogtepunten uit hun carrière.

## Beschrijving
Deze elpee met zeer lang uitgesponnen nummers onderscheidt zich van alle andere concertregistraties in het oeuvre. Samen met Contraband (1976) en Grab It for a Second (1978) is Live een van de drie albums waaraan Eelco Gelling als Earring-lid deelnam. Met zijn maniakale soli op Mad Love's Comin', Con Man en Radar Love voegt Gelling een extra element aan het Earring-geluid toe. In dat geluid ligt de nadruk op de solide en swingende ritmesectie, die ten volle tot uiting komt in onder meer Mad Love's Comin' en Radar Love. Barry Hay haalt uit op Candy's Going Bad en Vanilla Queen.
Live markeert een keerpunt in de periode na het succes van Radar Love. Tot en met deze in het Rainbow Theatre in Londen opgenomen liveplaat trachtte Golden Earring zijn internationale positie te handhaven. Na Live dreigde alles wat de Haagse band in jaren had opgebouwd uit handen te glippen. De verkoopcijfers kelderden en het voortbestaan van de band stond ter discussie.

## Nummers cd 1
1. Candy's Going Bad (5:06)
2. She Flies on Strange Wings (8:10)
3. Mad Love's Comin' (9:53)
4. Eight Miles High (10:01)
5. Vanilla Queen (11:45)

Totale duur: 44:56.

## Nummers cd 2
1. To the Hilt (6:55)
2. Fighting Windmills (8:26)
3. Con Man (9:09)
4. Radar Love (11:17)
5. Just Like Vince Taylor (6:25)

Totale duur: 42:15.
Discografie